# 1193
1193 (MCXCIII) a fost un an obișnuit al calendarului iulian.

## Evenimente
- 4 martie: La moartea sultanului Saladin la Damasc, sultanatul ayyubizilor se divide în 4 ramuri, cu centrele în Egipt, Damasc, Alep și Mesopotamia.
- 23 martie: Capturat de către ducele Leopold al V-lea de Austria, regele Richard Inimă de Leu al Angliei este predat împăratului Henric al VI-lea.
- 14 august: Regele Filip August al Franței se căsătorește la Amiens cu Ingeborg, fiica regelui Valdemar I al Danemarcei și sora lui Canut al VI-lea, în ideea de a realiza o puternică alianță antiengleză; sub acuzația de vrăjitorie, Ingeborg este repudiată imediat după căsătorie, rămasă neconsumată, și închisă într-o mănăstire.
- 29 septembrie: La moartea lui Sultan Șah, fratele său Takach începe cucerirea provinciei Horasan.
- 5 noiembrie: Sinodul de la Compiegne: arhiepiscopul Guillaume de Reims pronunță divorțul dintre regele Filip August și Ingeborg de Danemarca.

### Nedatate
- februarie: Rămas regent al Angliei, în lipsa regelui Richard Inimă de Leu, fratele acestuia Ioan Fără de Țară se declară vasal față de regele Filip August al Franței, în speranța uzurpării coroanei engleze.
- mai: Ordinul templierilor achiziționează pământuri în regiunea franceză Var.
- iunie: Regele Filip August al Franței profită de lipsa regelui Richard Inimă de Leu al Angliei pentru a prelua fiefuri ale Plantageneților în Normandia, dar nu reușește să ocupe Rouen, apărat de contele Robert de Beaumont, fidel al lui Richard.
- Este menționat primul primar cunoscut al Londrei, în persoana lui Henri fitz Ailwin.
- În India de sud-vest (provincia Karnataka), clanul Hoysala, condus de regele Vira Ballâla al II-lea, se eliberează de sub dominația statului Chalukya.
- Începuturile civilizației aztecilor în Mexic.
- Muhammad Khaldji, general ghurid, pradă și incendiază Nalanda, cea mai mare universitate budistă din India; provincia Bihar este de asemenea devastată, dându-se lovitura de grație comunităților budiste din regiune.
- Qutb-ub-din Aybak, un sclav al conducătorului dinastiei ghurizilor, capturează Delhi; orașul este reîntemeiat de către musulmani.
- Papa Celestin al III-lea cheamă la cruciadă împotriva păgânilor din Europa de nord.
- Se încheie actul prin care comitatul de Artois este reunit cu Franța, în detrimentul contelui de Flandra.

## Arte, științe, literatură și filozofie
- Qutb-ub-din Aybak începe construirea marii moschei Qwwat ul Islam din Delhi, prin utilizarea de materiale ale monumentelor existente.
- Universitatea budistă Nalanda este incendiată.

## Înscăunări
- 29 septembrie: Takach, șah de Horezm.

## Nașteri
- Albertus Magnus, filosof și teolog german (n. 1280).
- Altheides, filosof grec din Cipru (n. 1262)
- Henri de Dreux, arhiepiscop de Reims (d. 1240).

## Decese
- 4 martie: Saladin, sultan de Egipt și Siria, din dinastia kurdă a ayyubizilor (n.c. 1137).
- 23 septembrie: Robert de Sable, mare maestru al Ordinului templierilor (n. ?)
- 29 septembrie: Sultan Șah, conducător al Horezmului (n. ?)
- 23 decembrie: Thorlack, sfânt patron al irlandezilor (n. 1133)
- Balian de Ibelin, cruciat, nobil în Regatul Ierusalimului (n. 1143).
- Bruno al III-lea de Berg, arhiepiscop de Köln și duce de Westfalia (n. ?)
- Burgundio din Pisa, jurist și traducător italian (n. ?)
- Minamoto no Noriyori, general japonez (n. 1156).
- Renzong, împărat din dinastia Xia de apus (n. 1124).